# Cabanes du Palatin
Les Cabanes du Palatin sont les bases de trois cabanes ou huttes du VIIIe siècle av. J.-C. creusées dans le tuf de la colline du Palatin à Rome et découvertes en 1948 dans le voisinage du temple de Magna Mater. Ce sont les plus importantes découvertes concernant les origines de Rome à l’âge du fer, eu égard à d'autres sites du Forum Boarium ou des pentes de la Velia.

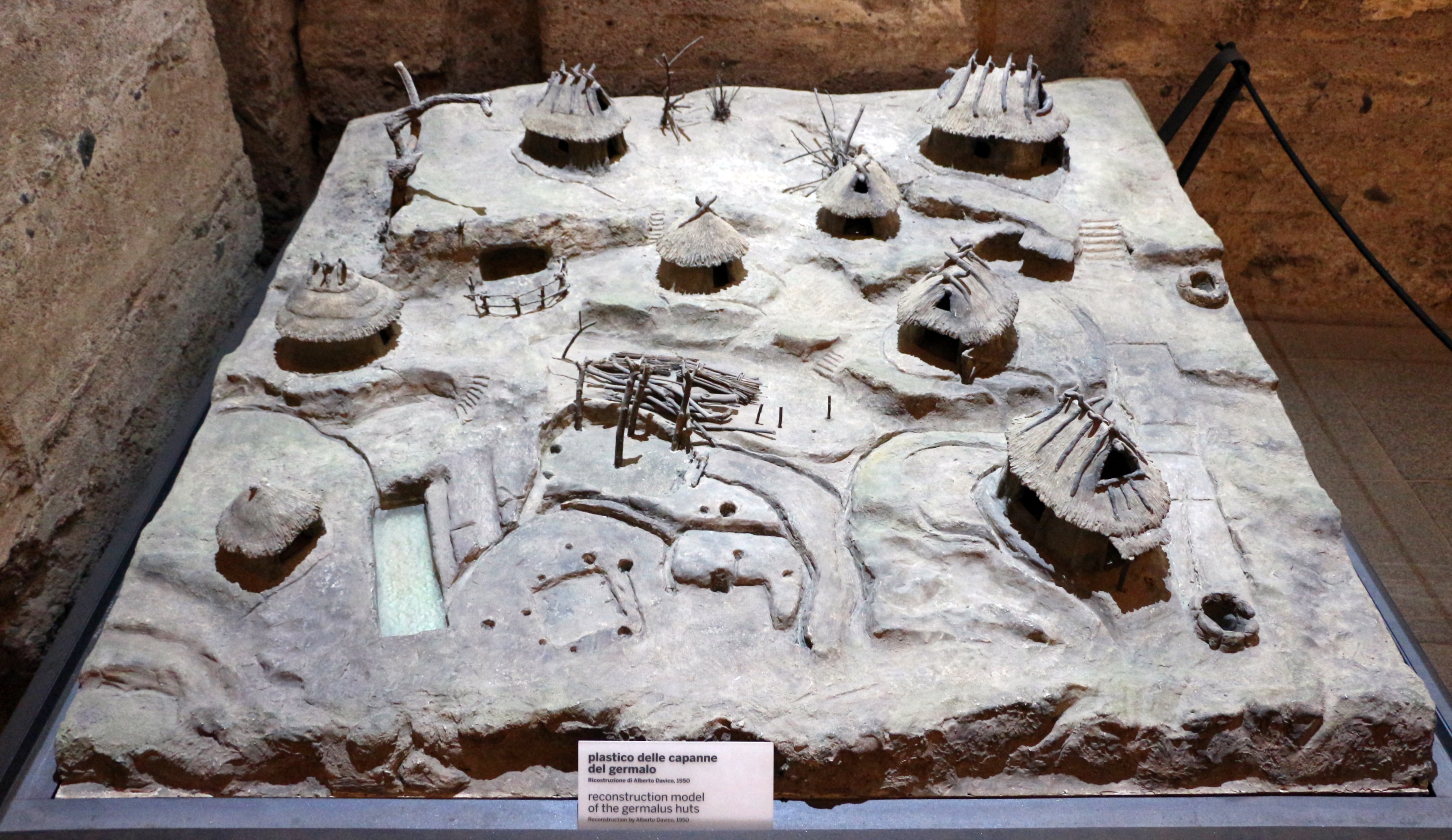
Maquette en plâtre et bois (1950) des traces de cabanes ou huttes du creusées dans le tuf de la colline du Palatin à Rome, découvertes en 1948 dans le voisinage du temple de Magna Mater.

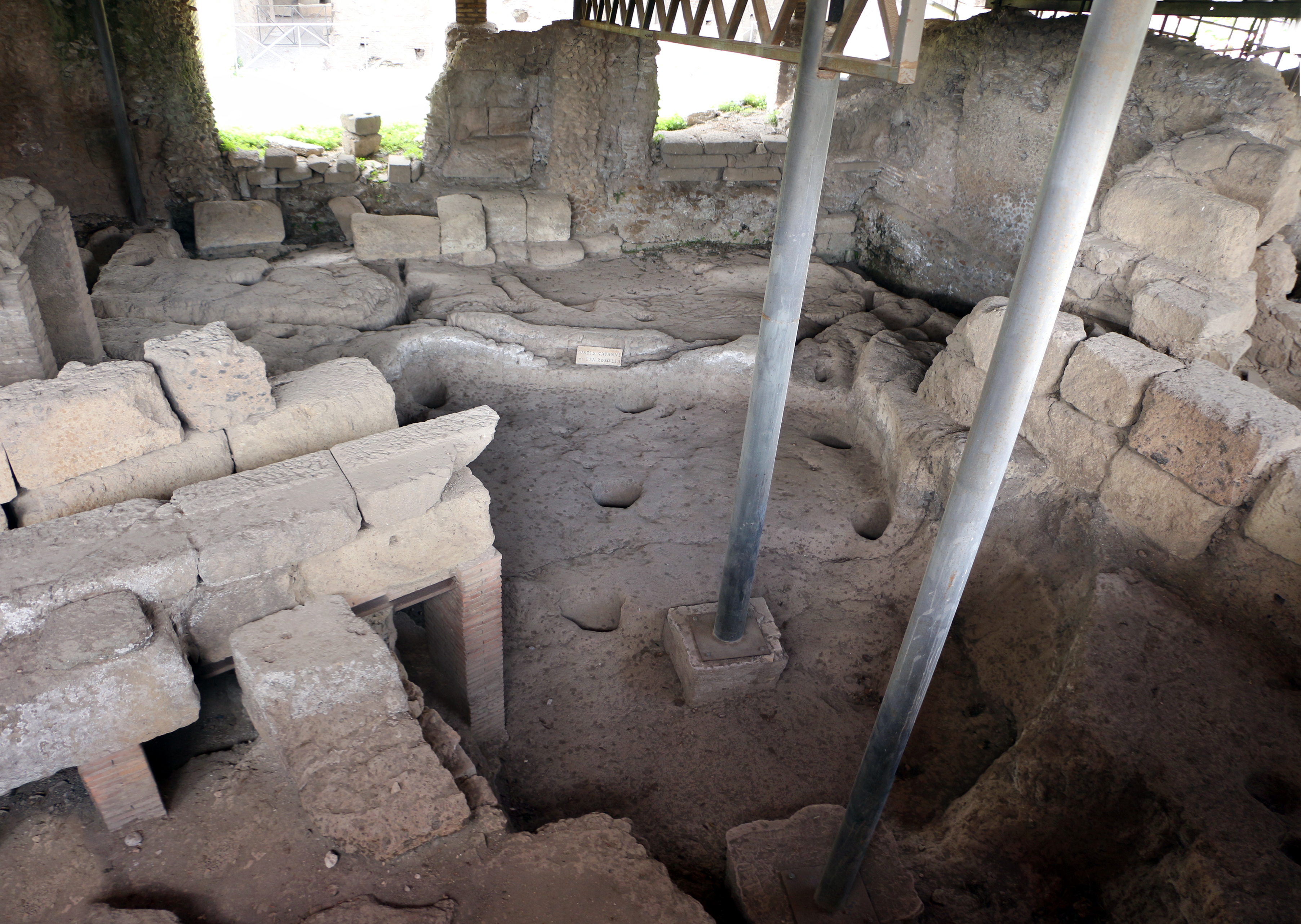
Fond de cabane archaïque sur le Palatin, dite « maison de Romulus »

## Structures des cabanes
Les cabanes étaient construites sur un sol rocheux aplani et entouré d'un canal pour l'élimination de l'eau de pluie. Le sol était creusé de trous destinés à recevoir des poteaux dressés (d’habitude six) qui formaient la structure de l’habitation : la forme de celle-ci est en réalité connue par les urnes funéraires contemporaines qui en ont la forme et sont précisément appelées « à double pente » pour la toiture à deux versants qu’elles présentent, typique de la civilisation du Latium. Le plan était ovale, avec un ou deux poteaux au centre pour soutenir le toit. Elle pouvait avoir un petit portique à l’entrée, composé de deux poteaux et d'un toit en pente, comme le suggèrent les trous pour les poteaux devant la porte. 
Cette conformation, présente dans d'autres sites du sud de l’Étrurie, est également confirmée par la découverte, dans d'autres régions, d'urnes funéraires « à double pente » (à Vulci, à Tarquinia...). Les murs devaient être faits de boue, de paille et de roseaux. Au centre de la cabane se trouvait un foyer, comme le confirment les restes carbonés retrouvés, foyer dont la fumée s’échappait par une fenêtre sur le toit, selon l’observation d’une urne funéraire. D’autres fenêtres pouvaient se trouver sur les côtés. 
Ces cabanes furent utilisées au moins jusqu’au milieu du VIIe siècle av. J.-C. mais, jusqu’à la seconde moitié du VIe siècle av. J.-C., on ne possède pas d’autre exemple d’habitation romaine.
Dans les environs, près de la Maison de Livie, on a trouvé une tombe datée du Xe siècle av. J.-C. et des citernes taillées dans le tuf, datées du VIe siècle av. J.-C. Certains spécialistes pensent que ces restes font partie du même village que les cabanes découvertes, la Roma quadrata.